# Kullassina-bel
Kullassina-bel var den andre kungen av Kish enligt Sumeriska kungalistan. Han skall enligt den ha härskat i 960 år (900 år enligt vissa kopior). 
Kullassina bel är Akkadiska och betyder "de var alla herre",  vilket lett till förslaget att det inte rör sig om namnet på en kung utan att det istället markerar en period utan central auktoritet i Kish.